# Województwo legnickie
Województwo legnickie – jednostka podziału administracyjnego Polski, jedno z 49 województw istniejących w latach 1975–1998, z siedzibą Wojewody oraz Sejmiku Samorządowego w Legnicy.
Województwo legnickie położone było w południowo-zachodniej Polsce, między środkowym biegiem Odry a Sudetami, na obszarze Dolnego Śląska. Jednostka została utworzona 1 czerwca 1975 roku w wyniku reformy, która zastępowała trójstopniowy podział administracyjny kraju podziałem dwustopniowym. Województwo legnickie zostało wyodrębnione z terenów dwóch dotychczasowych województw: wrocławskiego (z powiatów: bolesławieckiego, jaworskiego, legnickiego, lubińskiego, średzkiego, wołowskiego, złotoryjskiego oraz powiatu grodzkiego Legnica) oraz zielonogórskiego (z powiatów głogowskiego i szprotawskiego).
Jednostka graniczyła z pięcioma innymi województwami: od północy i zachodu z zielonogórskim, od zachodu i południa z jeleniogórskim, od południa z wałbrzyskim, od wschodu z wrocławskim oraz od wschodu i północy z leszczyńskim. Powierzchnia stosunkowo niewielkiego województwa legnickiego wynosiła 4037 km², co stawiało go na siódmym miejscu od końca w kraju. Jego teren w 1998 roku zamieszkiwało 525 600 osób. Pod względem administracyjnym jednostka początkowo podzielona była na 11 miast i 31 gmin, natomiast po restrukturyzacji gmin dokonanej na przełomie lat 1991 i 1992, województwo legnickie składało się z 6 gmin miejskich, 5 gmin z siedzibą w mieście oraz 26 gmin, w skład których wchodziły jedynie tereny wiejskie.
Województwo legnickie charakteryzował wysoki wskaźnik urbanizacji, według którego w 1987 roku ludność miejska stanowiła 62,8% mieszkańców. Największym miastem regionu była Legnica, której liczba mieszkańców w 1998 przekraczała 109 tysięcy. Na terenie województwa legnickiego znajdowały się także dwa miasta przekraczające w 1998 roku 50 tysięcy mieszkańców – Lubin i Głogów.
Jednym z aspektów – oprócz kwestii terytorialnych, historycznych i społecznych – które doprowadziło do utworzenia województwa legnickiego był duży potencjał gospodarczy, wynikający w głównej mierze z prężnie rozwijającego się przemysłu miedziowego. Województwo swoją powierzchnią objęło cały obszar Legnicko-Głogowskiego Okręgu Miedziowego (zwany potocznie Zagłębiem Miedziowym), a sama dynamika rozwoju przemysłu związanego z wydobyciem i przetwarzaniem rud miedzi stanowiła siłę napędową regionu. Województwo ze względu na korzystne warunki klimatyczne charakteryzowało także dobrze rozwinięte rolnictwo.
Województwo legnickie istniało do 31 grudnia 1998 roku. Kres jego istnienia przyniosła reforma zmieniająca podział administracyjny Polski, która od 1 stycznia 1999 roku wprowadzała trójstopniową strukturę podziału terytorialnego. Cały obszar województwa legnickiego został włączony w granice nowego województwa dolnośląskiego. Poszczególne gminy, których funkcjonowania reforma nie zmieniała, zostały włączone w granice dziewięciu dolnośląskich powiatów: bolesławieckiego, jaworskiego, głogowskiego, legnickiego, lubińskiego, polkowickiego, średzkiego, złotoryjskiego i miasta Legnica, posiadającego prawa powiatu.

## Urzędy Rejonowe
- Urząd Rejonowy w Głogowie dla gmin: Gaworzyce, Głogów, Grębocice, Jerzmanowa, Kotla, Pęcław, Przemków, Radwanice i Żukowice oraz miasta Głogów
- Urząd Rejonowy w Legnicy dla gmin: Chojnów, Gromadka, Krotoszyce, Kunice, Legnickie Pole, Męcinka, Miłkowice, Mściwojów, Paszowice, Pielgrzymka, Prochowice, Ruja, Udanin, Warta Bolesławiecka, Wądroże Wielkie, Zagrodno i Złotoryja oraz miast: Chojnów, Jawor, Legnica i Złotoryja
- Urząd Rejonowy w Lubinie dla gmin: Chocianów, Lubin, Polkowice, Rudna i Ścinawa oraz miast Lubin, Polkowice, Chocianów i Ścinawa.

## Wojewodowie
- 1975–1979 Janusz Owczarek (PZPR)
- 1979–1980 Ryszard Romaniewicz (PZPR)
- 1980–1983 Zdzisław Barczewski (PZPR)
- 1983–1990 Ryszard Jelonek (PZPR)
- 1990–1992 Andrzej Glapiński (PChD)
- 1992–1994 Stanisław Walkowski (SL-Ch)
- 1994–1998 Ryszard Maraszek (SLD/SdRP)
- 1998 Wiesław Sagan (PPChD)

## Miasta
Ludność 31.12.1998
- Legnica – 109 335
- Lubin – 82 874
- Głogów – 74 253
- Jawor – 25 709
- Polkowice – 22 797
- Złotoryja – 17 462
- Chojnów – 14 767
- Chocianów – 8 000
- Przemków – 6 500
- Ścinawa – 5 900
- Prochowice – 3 800

## Ludność w latach
| Rok                    | Liczba mieszkańców |
| ---------------------- | ------------------ |
| 1975 (31 grudnia)      | 414,4 tys.         |
| 1976 (31 grudnia)      | 424,4 tys.         |
| 1977 (31 grudnia)      | 435,2 tys.         |
| 1978 (spis powszechny) | 439 494            |
| 1978 (31 grudnia)      | 440,1 tys.         |
| 1979 (31 grudnia)      | 449,5 tys.         |
| 1980 (31 grudnia)      | 458,9 tys.         |
| 1983 (31 grudnia)      | 478,3 tys.         |
| 1985 (31 grudnia)      | 490,6 tys.         |
| 1986                   | 496,6 tys.         |
| 1987                   | 502,7 tys.         |
| 1988                   | 505,3 tys.         |
| 1989 (31 grudnia)      | 512 tys.           |
| 1990 (30 czerwca)      | 514,2 tys.         |
| 1990 (31 grudnia)      | 515,8 tys.         |
| 1991 (31 grudnia)      | 518,5 tys.         |
| 1992 (31 grudnia)      | 519,8 tys.         |
| 1993 (30 czerwca)      | 521 tys.           |
| 1994 (31 grudnia)      | 522,6 tys.         |
| 1995 (30 czerwca)      | 523,1 tys.         |
| 1995 (31 grudnia)      | 523,6 tys.         |
| 1997 (31 grudnia)      | 525,3 tys.         |